# Cantón de Lagrasse
El cantón de Lagrasse era una división administrativa francesa, que estaba situada en el departamento de Aude y la región de Languedoc-Rosellón.

## Composición
El cantón estaba formado por dieciocho comunas:
- Arquettes-en-Val
- Caunettes-en-Val
- Fajac-en-Val
- Labastide-en-Val
- Lagrasse
- Mayronnes
- Montlaur
- Pradelles-en-Val
- Ribaute
- Rieux-en-Val
- Saint-Martin-des-Puits
- Saint-Pierre-des-Champs
- Serviès-en-Val
- Talairan
- Taurize
- Tournissan
- Villar-en-Val
- Villetritouls

## Supresión del cantón de Lagrasse
En aplicación del Decreto nº 2014-204 de 21 de febrero de 2014, el cantón de Lagrasse fue suprimido el 22 de marzo de 2015 y sus 18 comunas pasaron a formar parte; doce del nuevo cantón de La Montaña de Alaric (de marzo de 2015 a enero de 2016 llamado Cantón de Trèbes) y seis del nuevo cantón de Las Corbières  (de marzo de 2015 a enero de 2016 llamado Cantón de Fabrezan).